# Krzysztof Warlikowski
Krzysztof Warlikowski, né le 26 mai 1962 à Szczecin en Pologne, est un metteur en scène polonais de théâtre et d'opéra.

## Biographie

### Formation et débuts
Krzysztof Warlikowski a étudié la philosophie, l'histoire et la romanistique à l'université Jagellonne de Cracovie. En 1983, il quitte la Pologne où l'état d'urgence imposé par le coup d'Etat du général Jaruzelski est partiellement levé depuis quelques mois, et gare Paris pour y étudier d'abord le théâtre antique  à l'École pratique des hautes études mais aussi la philosophie et les lettres modernes à La Sorbonne. Puis il complète son cursus en retournant en Pologne en 1993 pour y étudier  la mise en scène à l'École nationale supérieure de théâtre Ludwik Solski de Cracovie. Il participe aux cours de Krystian Lupa.
Il est son assistant en 1991 pour Malte ou le Triptyque de l'enfant prodigue, d’après Rainer Maria Rilke monté à Cracovie au Stary Teatr. En 1992, il met en scène pour un spectacle de fin d'année, Auto da fé, d'Elias Canetti, puis Les Nuits blanches d'après Dostoïevski, sur la scène de l'École du Théâtre de Cracovie
Au début des années quatre-vingt-dix, en dernière année d'études, il est l’assistant du metteur en scène britannique Peter Brook sur Impressions de Pelléas, d'après Pelléas et Mélisande , spectacle monté aux Bouffes du Nord à Paris en 1992. I« Peter Brook m’a appris le dépouillement, confiera-t-il dans un entretien (Mouvement, n°44, 2007), à viser l'essentiel sans se perdre dans l'art théâtral. Je m'affranchis de plus en plus des préoccupations formelles. Lorsqu'on pénètre vraiment dans les zones les plus secrètes, les plus inquiètes, de soi-même, l'esthétique passe au second plan. La forme vient de la profondeur du propos et dans le travail avec les comédiens » (cité par Agnieszka Zgieb dans ArtCena).
Et c'est à Wroclaw, qu'il met ensuite en scène la pièce de Eugène Labiche l’Affaire de la rue de Lourcine en 1994.
Giorgio Strehler, metteur en scène italien, soutient et supervise son travail d’adaptation et de mise en scène d’À la recherche du temps perdu, d’après Proust monté à Milan, au Piccolo Teatro en 1994. Il est également l'assistant d'Ingmar Bergman.
Par la suite il réalise ses premières mises en scène en Pologne, au Stary Teatr de Cracovie, avec notamment, en 1993, l'adaptation de La Marquise d'O de Heinrich Von Kleist, puis au Nowy Teatr de Poznań, où il réalise la mise en scène de l'ultime pièce de Bernard Marie Koltès, Roberto Zucco , en 1995 dont il montera aussi Quai Ouest en 1998.
Il multiplie alors les mises en scène de nombreuses pièces de théâtre sur différentes scènes polonaises, dont le Théâtre Rozmaitosci à Varsovie dans les années qui suivent. Il y créée des pièces de théâtre qui seront reprises dans d'autres pays dont la France, contribuant largement à sa notoriété. Il monte notamment entre 1994 et 2003, un cycle de sept des œuvres de Shakespeare Le Marchand de Venise, Hamlet, Le Conte d’Hiver, la Mégère apprivoisée, La Nuit des rois, La Tempête, Le Songe d’une nuit d’été, et des pièces du théâtre antique comme Euripide comme les Bacchantes.  Il apprécie aussi des œuvres plus rares et contemporaines comme les Purifiés de Sarah Kane, le Dibbouk de Sholem An-Ski, auquel « Krzysztof Warlikowski ajoute une nouvelle de Hanna Krall, auteur contemporaine, juive polonaise », Kroum l’ectoplasme de Hanokh Levin, et Angels in America de Tony Kushner.
En 2002, il met en scène la pièce de Shakespeare, Hamlet, pour le festival d'Avignon et se fait alors connaître du public français et européen. Le Monde note dans sa chronique du spectacle signé par Jean-Louis Perrier « De Pologne nous arrive l'un des spectacles les plus stimulants de l'été avignonnais. Un Hamlet, dirigé par Krzysztof Warlikowski. Le metteur en scène n'a pas quarante ans, il appartient à cette nouvelle génération qui officie au Théâtre Rozmaitosci de Varsovie, un foyer du renouveau théâtral polonais »

### Carrière internationale

#### Dans le théâtre
Warlikowski développe alors une carrière internationale dans le théâtre et est amené à présenter son travail dans toute la Pologne, mais aussi à Hambourg, Stuttgart, Zagreb, au Holland Festival, au Festival Europalia, à Bonn, au Festival Theater der Welt, à Hanovre, au Centre dramatique national de Nice, ainsi qu’en Israël. Au Festival d'Avignon, après son Hamlet, il présente successivement, Krum de Hanokh Levin en 2005 puis Angels in America, de Tony Kushner et reçoit en 2007 pour cette mise en scène, un accueil triomphal. En 2009 c'est sa mise en scène d’(A)pollonia, véritable création d'un spectacle « C'est un voyage au cœur des mystères les plus dérangeants de la condition humaine que nous propose Krzysztof Warlikowski en s'attachant à l'histoire meurtrière qui, du moins depuis que nous en avons des témoignages, voit s'affronter bourreaux et victimes, de la Grèce antique au drame nazi du XXe siècle. Il convoque des auteurs tragiques, essentiellement Euripide (Alceste) et Eschyle (L'Orestie), comme des écrivains contemporains, Hanna Krall (Apollonia), Jonathan Littell (Les Bienveillantes), J. M. Coetzee (Elisabeth Costello) et d'autres ». L'œuvre est présentée la même année au Théâtre national de Chaillot. En 2010, il adapte un Tramway nommé désir de Tenessee Williams, pour en faire avec Wajdi Mouawad et Piotr Gruszczynski, une nouvelle pièce de théâtre, un Tramway, qu'il met en scène au Théâtre de l'Odéon, avec Isabelle Huppert, Andrzej Chyra,  Yann Collette. Et c'est encore à Avignon, dans la toute nouvelle salle de la FabricA avec la troupe du Nowy Teatr de Varsovie avec laquelle il travaille, qu'il propose le Kabaret Warszawski,œeuvre créée à partir d'extraits de différents ouvrages parmi lesquels, I Am a Camera, pièce de l’Américain John Van Druten (1951), Shortbus, film de John Cameron Mitchell (2006), ou encore Les Bienveillantes de Jonathan Littell (2006). Il définit sa conception ainsi « La majorité des auteurs auxquels j’emprunte des choses se situe entre deux mondes : ils ont connu des changements radicaux de société. Ils sont donc un peu comme moi. » et il ajoute « Cette liberté-là me paraît suspecte : elle est en train de devenir un assujettissement collectif. C’est comme si l’on donnait notre accord à la limitation des libertés au nom d’un « bien commun », d’une « sécurité commune », imaginaires. », cité par Gwenola David pour La Terrasse. Au Printemps des Comédiens à Montpellier, c'est la pièce On s’en va, variation sur une pièce de l’auteur israélien Hanokh Levin, qu'il présente pour la clôture du festival le 30 juin 2018.
Pour l'édition 2024 du Festival d'Avignon, il créée le spectacle théâtral Elizabeth Costello. Sept leçons et cinq contes moraux, d'après l'oeuvre de J. M. Coetzee, prix Nobel de littérature 2003.

#### Dans l'opéra
Mais c'est surtout dans l'opéra où il débute en 2000 avec The Music Programm de Roxanna Panufnik puis Don Carlos de Verdi en 2001, à l'opéra de Varsovie, qu'il travaille ces dernières années. Il devient rapidement une référence incontournable de la mise en scène d'œuvres lyriques avec de nombreuses réalisations et des distributions prestigieuses, sur toutes les grandes scènes européennes, de Berlin, Munich, Salzbourg, Milan, Paris, Bruxelles, Londres.
Parmi ses nombreuses réalisations célèbres, il faut citer toutes les mises en scène réalisées à l'opéra de Paris, qui ont souvent provoqué des huées en même temps que des applaudissements très nourris et ont fini par s'imposer comme des "classiques" lors de reprises ultérieures. C'est d'abord Gerard Mortier, directeur de l'opéra de Paris de 2004 à 2009 qui l'invite pour Iphigénie en Tauride en 2006, reprise en 2016 , L'Affaire Makropoulos en 2007 puis Parsifal en 2008 et  Le Roi Roger en 2009. Stéphane Lissner, directeur de l'Opéra de Paris, à partir de 2014, l'engage également pour plusieurs "créations" dont un diptyque sur une mise en scène filée entre Le Château de Barbe-Bleue et La Voix Humaine en 2015, Don Carlos en 2017, où la distribution cinq étoiles, avec Jonas Kaufmann, Sonya Yoncheva, Ludovic Tézier, Elina Garanca et Ildar Abdrazakov, a été littéralement acclamée et qui créée l'événement de la saison. Mais c'est avec sa mise en scène de Lady Macbeth de Mzensk en 2019, qu'il triomphe personnellement,. Il signe également celle de A quiet Place de Leonard Bernstein à Garnier en 2022 puis en 2023, celle d'Hamlet d'Ambroise Thomas.
Il signe une mise en scène de Macbeth en 2010 à La Monnaie de Bruxelles, que Res Musica analyse sous le titre évocateur de « Macbeth de Verdi selon Warlikowski » , dont il reprend quelques grands traits pour celle qu'il propose au festival de Salzbourg de l'été 2023 avec Vladislav Sulimsky et Asmik Grigorian, festival où il a précédemment créé les mises en scène de The Bassarids de Hans Werner Henze en 2018 et d'Elektra en 2020, déjà avec Asmik Grigorian.
Forum Opéra souligne à propos du Lulu qu'il met en scène en 2012, toujours à la Monnaie de Bruxelles que « Le metteur en scène engendre ainsi une confusion de l’esprit tout à fait volontaire, et le spectateur un peu perdu – ou émoustillé, c’est selon, – ne pouvant tout comprendre, se surprend à quitter le rationnel ». Ce foisonnement des propositions contenues dans les mises en scène de Warlikowski est une constante des critiques. Il propose également une vision très controversée du Médée de Cherubini à la Monnaie de Bruxelles en 2011 avec une captation en DVD, reprise au Théâtre des Champs Elysées en 2012 avant d'offrir aux spectateurs de Montpellier en 2013, L'Incoronazione di Poppea de Monteverdi dans une version réorchestrée par Philippe Boesmans à propos duquel il déclare à Forum Opéra « Je ne cherche pas la provocation, mais c’est la nature de l’opéra de déranger ». La mise en scène de De la Maison des morts en 2018, créée successivement au Royal Opera House de Londres puis à la Monnaie de Bruxelles est davantage discutée, comme celle  des Contes d'Hoffmann en 2019.
À Berlin, il est le metteur en scène remarqué d'un Rake’s Progress de Stravinsky en mars 2013 , où l'action se situe dans « dans l’univers interlope d’Andy Warhol. ». À Munich, l'une de ses terres de prédilection pour l'opéra, il crée plusieurs mises en scène importantes, comme un Eugène Onéguine à Munich en 2007 dont la reprise de 2015 se fait avec la superstar Anna Netrebko, celle de Die Frau Ohne Schatten toujours à Munich en 2013, avec maintes reprises triomphales notamment en 2017 sous la direction de Kiril Petrenko directeur de l'opéra de Munich. Et c'est aussi sous la direction du directeur musical, avec les prises de rôles de Jonas Kaufmann en Tristan et d'Anja Harteros en Isolde, que Warlikowski créée une mise en scène originale de l'opéra de Wagner en 2019 qui conduit Forum Opera à écrire « Rarement une représentation d’opéra n’aura connu une telle attente dans le petit monde des lyricomanes : une œuvre mythique dans les lieux de sa création, dirigée par un chef qui faisait ses adieux à l’institution, et affichant deux prises de rôle ; celle du plus recherché des ténors de sa génération et celle d’un soprano rare sur les scènes, partenaire du premier depuis plus de 20 ans. Ajoutons enfin un metteur en scène vedette, l’un des plus doués là encore ». Toujours en 2019, à Munich, sa Salomé est inégalement accueillie.
En 2023 il propose à l'Opéra de Munich, un diptyque Purcell/Schoenberg qui voient se succéder Dido and Aeneas et Erwartung, avec Aušrinė Stundytė puis, à l'occasion du centenaire de la naissance de  György Ligeti, une mise en scène du Grand Macabre qui ouvre le festival de l'été 2024.
Au festival de Salzbourg de l'été 2024, il met en scène le très rare opéra de Mieczyslaw Weinberg, l'Idiot, avec le ténor Bogdan Volkov dans le rôle de Myshkin.
Et c'est encore à Munich qu'il propose une version bien accueillie par le public de Katja Kabanova en mars 2025, avec Corinne Winters dans le rôle-titre. A Paris au Théâtre des Champs-Elysées il propose son interprétation de Der Rosenkavalier avec Véronique Gens dans le rôle de la Maréchale , .

## Théâtre
- 1992 : Auto-da-fé d'Elias Canetti
- 1992 : Nuits Blanches de Fiodor Dostoïevski
- 1993 : La Marquise d'O... d'Heinrich von Kleist
- 1993 : Le Venin du théâtre de Rodolf Sirera
- 1994 : L'Affaire de la rue de Lourcine d'Eugène Labiche
- 1994 : Le Marchand de Venise de William Shakespeare
- 1994 : Ludwig. Nouvelle sur la mort du roi Louis II de Bavière de Klaus Mann
- 1995 : Le Procès de Franz Kafka
- 1995 : Roberto Zucco de Bernard-Marie Koltès
- 1996 : Petits Boulots pour vieux clowns de Matéi Visniec
- 1997 : Électre de Sophocle
- 1997 : Le Conte d'hiver de William Shakespeare
- 1997 : Le Danseur de maître Kraykowski de Witold Gombrowicz
- 1997 : Hamlet de William Shakespeare
- 1998 : La Mégère apprivoisée de William Shakespeare
- 1998 : Péricles de William Shakespeare
- 1998 : Quai Ouest de Bernard-Marie Koltès
- 1998 : Les Phéniciennes d'Euripide
- 1999 : La Nuit des rois de William Shakespeare
- 1999 : Hamlet de William Shakespeare
- 2000 : La Tempête de William Shakespeare
- 2001 : Hamlet de William Shakespeare, Festival d'Avignon
- 2001 : Les Bacchantes d'Euripide
- 2001 : Purifiés de Sarah Kane
- 2002 : À la recherche du temps perdu de Marcel Proust, Festival d'Avignon
- 2003 : La Tempête de William Shakespeare
- 2003 : Le Songe d’une nuit d’été I & II de William Shakespeare, Théâtre national de Nice
- 2003 : Le Dibbouk d'après Shalom Anski et Hanna Krall, Théâtre national de Strasbourg
- 2004 : Les Couleurs de la vie d'Andrew Bovell
- 2004 : Macbeth de William Shakespeare
- 2005 : Kroum de Hanokh Levin, Festival d'Avignon
- 2006 : Madame de Sade de Yukio Mishima
- 2007 : Angels in America de Tony Kushner, Festival d'Avignon
- 2009 : (A)pollonia d'après Euripide, Eschyle, Hanna Krall, Jonathan Littell, J. M. Coetzee, Festival d'Avignon, Théâtre national de Chaillot, Théâtre de la Place
- 2010 : Un tramway d'après Un tramway nommé Désir de Tennessee Williams, Odéon-Théâtre de l'Europe[53]
- 2011 : Un tramway d'après Un tramway nommé Désir de Tennessee Williams, Comédie de Genève[54]
- 2011 : La Fin (Koniec) d'après Nickel Stuff de Bernard-Marie Koltès, Le Procès et Le Chasseur Gracchus de Franz Kafka, Elizabeth Costello de John Maxwell Coetzee, Clermont-Ferrand, Odéon-Théâtre de l'Europe, Théâtre de la Place, Nowy Teatr Varsovie
- 2011: Contes africains d'après Shakespeare d'après Othello, Le Marchand de Venise, Le Roi Lear de William Shakespeare et d'après des écrits de J. M. Coetzee, Théâtre de la Place, Théâtre national de Bretagne, Théâtre national de Chaillot
- 2013 : Kabaret warszawski, Nowy Teatr Varsovie, Festival d'Avignon
- 2016 : Phèdre(s), textes de Wajdi Mouawad, Sarah Kane et J.M. Coetzee, Théâtre de l'Odéon (Paris)[55],[56]
- 2019 : On s’en va d'après Hanokh Levin
- 2021 : L'odyssée Une histoire pour Hollywood, coproduction de La Comédie de Clermont
- 2024 : Elizabeth Costello. Sept leçons et cinq contes moraux, d’après l’œuvre de J.M. Coetzee, Festival d'Avignon.

## Opéras
- 2000 : The Music Programme de Roxanna Panufnik, coproduction BOC Covent Garden Festival, Londres/Opéra national de Varsovie
- 2001 : Don Carlos de Giuseppe Verdi, Opéra national de Varsovie
- 2001 : L’Ignorant et le fou de Pawel Mykietyn d’après Thomas Bernhard, Opéra national de Varsovie
- 2001 : Langues tatouées de Martjin Padding, livret Friso Haverkamp, Opéra national de Varsovie
- 2003 : Ubu roi de Krzysztof Penderecki, Opéra national de Varsovie
- 2006 : Wozzeck d'Alban Berg, Opéra national de Varsovie
- 2006 : Iphigénie en Tauride de Christoph Willibald Gluck, Opéra Garnier
- 2007 : L'Affaire Makropoulos de Leoš Janáček, Opéra Bastille
- 2007 : Eugène Onéguine de Piotr Ilitch Tchaïkovski, Opéra d'État de Bavière, Munich
- 2008 : Parsifal de Richard Wagner, Opéra Bastille
- 2008 : Médée de Luigi Cherubini, Théâtre royal de la Monnaie, Bruxelles
- 2009 : Le Roi Roger de Karol Szymanowski, Opéra Bastille
- 2010 : Macbeth de Giuseppe Verdi, Théâtre royal de la Monnaie, Bruxelles
- 2010 : The Rake's Progress d'Igor Stravinsky au Schiller-Theater pour la Staatsoper Unter den Linden, Berlin
- 2012 : Médée de Cherubini au Théâtre des Champs-Élysées du 10 au 16 décembre Paris
- 2012 : Poppea e Nerone de Monteverdi (orchestration Philippe BOESMANS) à Madrid le 16 juin 2012, repris en 2013 à Montpellier (15, 17 et 19 mai)
- 2012 (reprise 2021) : Lulu d'Alban Berg, Théâtre de la Monnaie, Bruxelles
- 2013 : La Femme sans ombre de Richard Strauss, Bayerische Staatsoper de Munich
- 2014 : Don Giovanni de Wolfgang Amadeus Mozart, Théâtre de la Monnaie, Bruxelles
- 2015 et 2018 : Le Château de Barbe-Bleue de Béla Bartók et la tragédie lyrique La Voix humaine de Francis Poulenc, Palais Garnier
- 2016 : Il trionfo del Tempo e del Disinganno de Georg Friedrich Haendel, Festival d'Aix-en-Provence
- 2017 : Don Carlos (version française) de Giuseppe Verdi, Opéra Bastille, puis reprise en 2019, Don Carlo (version italienne), Paris et en 2025.
- 2019 : De la Maison des morts de Leoš Janáček, Opéra de Lyon
- 2019 : Les Contes d'Hoffmann de Jacques Offenbach, Théâtre de la Monnaie, Bruxelles
- 2019 : Lady Macbeth de Mzensk de Dmitri Chostakovitch, opéra Bastille
- 2019 : Salomé de Richard Strauss, opéra de Munich.
- 2021 : Tristan und Isolde de Richard Wagner, opéra de Munich.
- 2021 : Hamlet d'Ambroise Thomas, opéra Bastille Paris.
- 2023 : Macbeth de Giuseppe Verdi, festival de Salzbourg.
- 2024 : Le Grand Macabre de György Ligeti, Festival de Munich
- 2024 : Der Idiot de Mieczyslaw Weinberg, festival de Salzbourg
- 2025 : Katja Kabanova de Leoš Janáčeks, opéra de Munich
- 2025 : Der Rosenkavalier de Richard Strauss, Théâtre des Champs-Elysées, Paris.

## Prix et récompenses
Warlikowski est lauréat des plus hautes distinctions du théâtre polonais : le prix Witkacy (2003) et le prix Konrad Swinarski (2007).
- 2003 : Récompensé du Paszport Polityki, catégorie Théâtre
- 2008 : Prix Europe Réalités Théâtrales[58]
- 2021 : Lion d'or pour l'ensemble de sa carrière de metteur en scène de théâtre et d'opéra.

## Décorations
- Médaille d'argent du Mérite culturel polonais Gloria Artis, 2011
- Commandeur de l'ordre des Arts et des Lettres, 2013[59]